# Mária Magdolna-templom (Buda)
A Mária Magdolna-templom a budai vár egyik legrégebbi temploma. A 13. században épült gótikus stílusban. A templomnak mára csupán a tornya maradt meg.

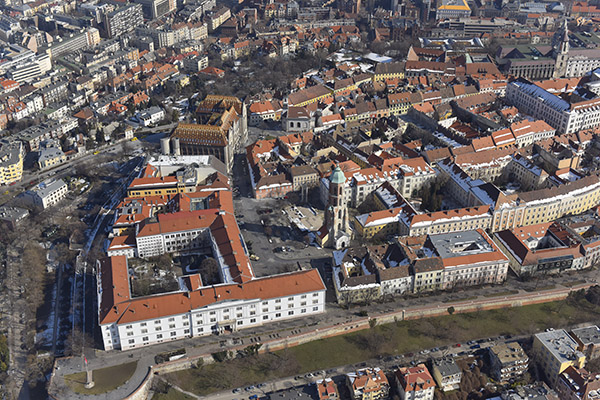
Mária Magdolna-templom, légi felvétel

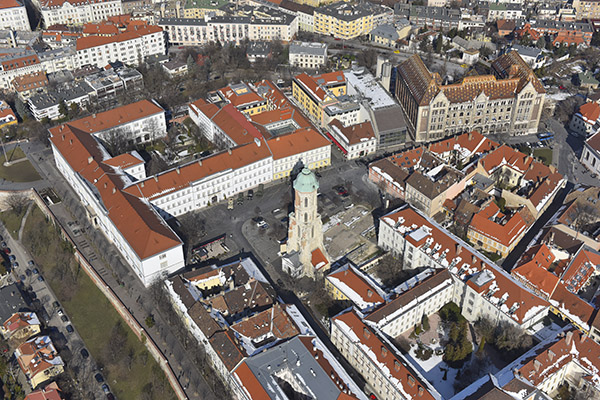
Mária Magdolna-templom látképe madártávlatból

## Története
A 13. században a tatár rombolás után vár épült a Várhegyen, amely már a 13. század második felében a maihoz hasonló felosztásban állt: délen a királyi szálláshely, középen a Nagyboldogasszony temploma (Mátyás-templom), északon pedig a Mária Magdolna-templom. A Boldogasszony templom volt a németajkú, a Mária Magdolna-templom pedig a magyar lakosság temploma. Ekkor a vár északi része a szombati nagyvásároknak helyt adó Szombathely tér volt, amely a mai Bécsi kaputól az Úri utcáig tartott, és beletartozott az evangélikus templom akkor még üres telke is. A tér délnyugati sarkán állt az eleinte egyhajós, majd 1400 körül háromhajósra bővített gótikus templom. Korabeli ábrázolások szerint a tornyot gúlasisak fedte.
II. József 1786-os, a ferences rend működését is beszüntető rendelete után a templom változatos éveket élt meg: használták levéltári anyagok tárolására, itt koronázták 1792-ben I. Ferencet (ekkor építették hozzá a copf stílusú előcsarnokot, fedett kocsifelhajtókkal), itt fosztották meg Martinovics Ignácot papi méltóságától, az általa vezetett magyar jakobinus mozgalom résztvevői elleni per pedig a kolostorban zajlott, ahol őriztek is rabokat. 1817-ben a kolostorba költözött a budai főparancsnokság, a templom pedig Helyőrségi templom lett, benne katonai istentiszteleteket tartottak. A kocsifelhajtókat lebontották, az 1820-as években a hagymasisakot harang alakúra cserélték.
Az 1920-as években éjszakai díszkivilágítást és fűtőrendszert kapott, komoly változás azonban nem történt az épületen, bár Lechner Jenő már 1938-ban a torony gótikus arcának visszaállítását és a templom múzeummá alakítását szorgalmazta. Az 1944-es ostrom során több bombatalálat érte az épületet: a tornyon repedések keletkeztek, a 3-4. emelet északnyugati sarka leomlott; hosszházának tetőzete, a szentély és a kápolnák fala szinte teljesen beomlott. Az igazi pusztítást azonban a Mária Magdolna templom esetében sem a háború, hanem az 1950-es évek „helyreállítása” végezte: hiába készítette el 1946-ban Lux Kálmán a templom felújítási tervét, hiába kezdődött meg a tetőzet és a szentélyfal visszaépítése, 1950-ben – állítólag Rákosi személyes utasítására – az épületet mégis lebontották. Csak tornya menekült meg, néhány forrás szerint Csemegi József egy Rákosi-pantheon kialakításáról szóló mentőötletének köszönhetően.
A gótikus tornyot Csemegi József tervei szerint 1950–52 között állították helyre, a legszembetűnőbb különbség a háború előtti barokk állapothoz képest a csúcsíves ablakokban látható. A toronybelső, az oldalkápolnák és a copf előcsarnok restaurálására 1961–63 között került sor. Húsz évvel később, 1986-ban alakították ki a torony előtt a romkertet: a gótikus falakat egy méterrel a járószint fölé emelték, így a barokk maradványok eltemetésével csak a gótikus templom körvonalát, valamint a burkolat mintájában az első, egyhajós templom alaprajzát mutatva be – mint később kiderült, a gótikus templom esetében néhol méteres eltéréssel. Az egykori templom méretét érzékelteti a toronnyal átellenben felállított gótikus szentélyablak (amely valószínűleg sokkal magasabban lehetett az eredeti középkori templomon). A barokk templomra csak a gótikus tornyon helyreállított, attól teljesen idegen barokk sisak emlékeztet.
A torony sokáig elhagyatottan állt, többször fel kellett újítani, így például 1956-ban, amikor aknarobbanás ejtett sebet a toronysisakon, vagy az 1980-as években: előbb az idő, utána pedig az előző restaurálás okozta károkat javították. Hasznosítására több terv is készült. Eleinte csak kilátóban gondolkoztak, aztán a funkciók egyre bővültek: az 1970-es években a nagy belmagasságú oldalkápolnák szintekre osztásával alakítottak volna ki társalgót, előadó- és kiállító tereket és modern berendezésű kávézót; az 1980-as években borozót álmodtak a háború után kifosztott kriptába, kávézót az előcsarnokba és pénzváltót a toronyba. Végül ásványi anyagokat, bizsukat és művészeti alkotásokat árusító üzlet működött a toronyban, pár évig. A templom újjáépítése is felvetődött 1989-ben, ekkor háromhajós, gótikus stílusú, de krómacél szerkezetű, üveghomlokzatú épület terve látott napvilágot. Az ötlet hamar elfelejtődött, a templom felépítése pedig csak 1999-ben került újból terítékre, a Millennium alkalmából.
A Honvédelmi Minisztérium Kollégiumának felkérésére ekkor Balázs Mihály építész, a lágymányosi Magyar Szentek Templomának társtervezője készített terveket a rekonstrukcióhoz. Balázs tervei szerint helyreállította volna a gótikus tornyot egy hozzá illeszkedő gúlasisakkal, és új templomhajót épített volna, amely a környező épületek tömegéhez, magasságához illeszkedve töltötte volna be a most a téren tátongó lyukat. Nem foglalt állást sem a gótikus, sem a barokk állapot mellett, aszimmetrikus arányaival, párkánymagasságaival mindkettőt érzékelteti, és kortársi megoldásokban is bővelkedik. A terv Helyőrségi Főtemplomról szólt, de a főhajóhoz történeti múzeumnak helyt adó épület is csatlakozott volna; itt a járószint alatti romok és a rekonstruált szentélyablak helyett inkább változó vastagságú téglafalba helyezett kőtöredékek emlékeztetnek a templom múltjára. A déli oldalra tervezett több száz kis ablak bőséges fény beszűrődését tette volna lehetővé, amely egész nap vándorolhatott volna az épületbelsőben.
Azonban a Honvédelmi Minisztériumnál végbement személyi változások miatt a tervet „elnapolták”, ennek már több éve. Az alapkoncepciót egyébként is többen támadták: mi szükség van egy ekkora templomra a várban, miközben templomból van több is, de például alapvető turisztikai funkciók hiányoznak? Azóta galéria működik a toronyban, de rendezvényszervezés céljából bárki kibérelheti, habár a fűtés nem megoldható.
Utoljára az Örökségi Napok során szerették volna „újjáépíteni” a templomot, bár csak néhány percre, lézertechnikával; de a szél, amely elfújta a mesterséges füstöt, és az áramszünet megakadályozta Mindenesetre a torony, a romkert és a rekonstruált szentélyablak együttesének köszönhetően az egykori templom óriási méretei máig lehengerlőek; vagy ahogy Szerb Antal írta 1935-ben Budapesti Kalauz Marslakók Számára c. sorozatában „az éktelenül nagy”, még teljes épületről: „a Westminster Abbey nagyobb, de mellette nem lesz ilyen kicsi az ember […] Vessen keresztet és meneküljön.”
A toronyban egy 24 harangból álló harangjáték működik.

## Képgaléria

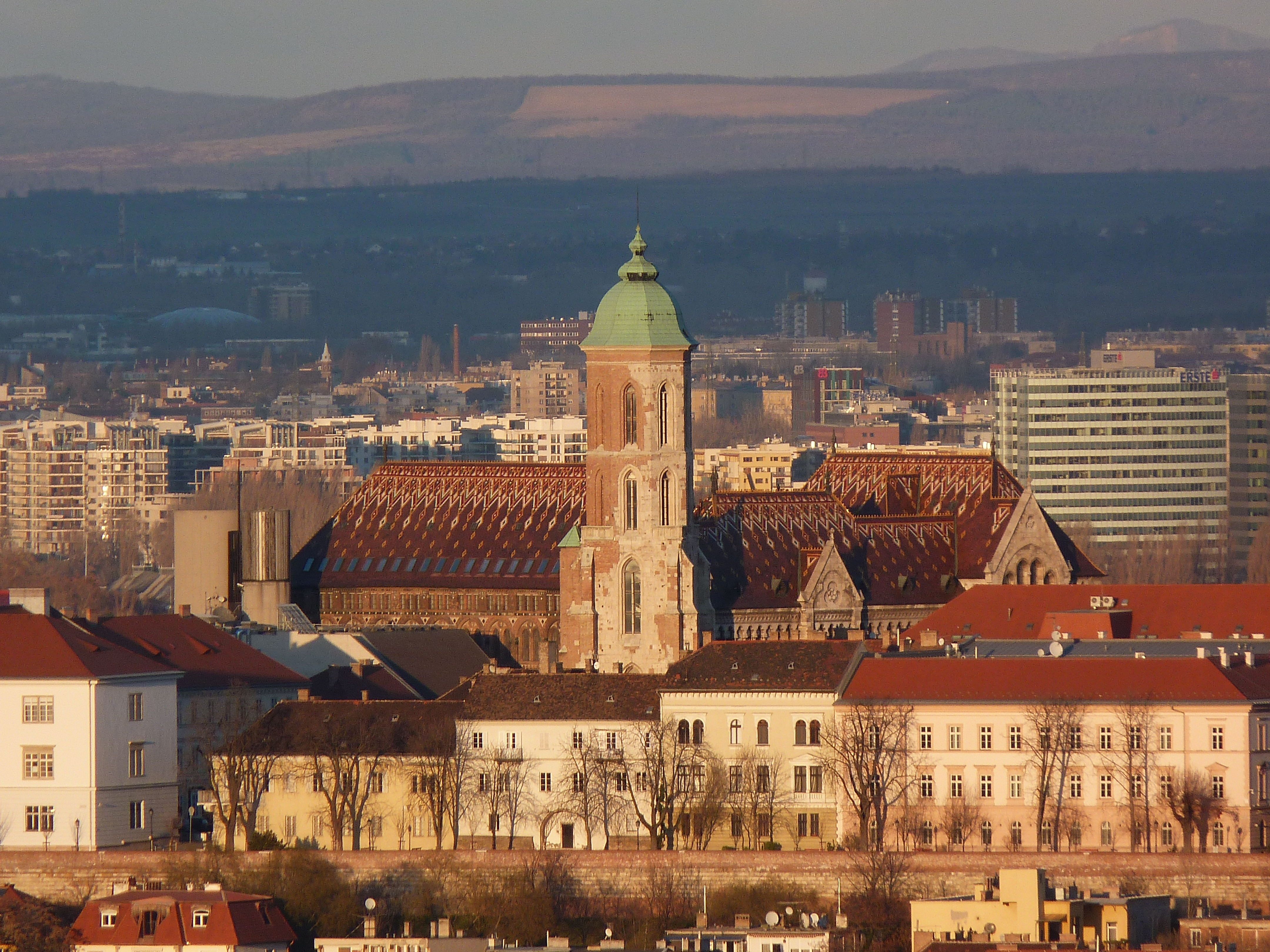
Mária Magdolna-templom
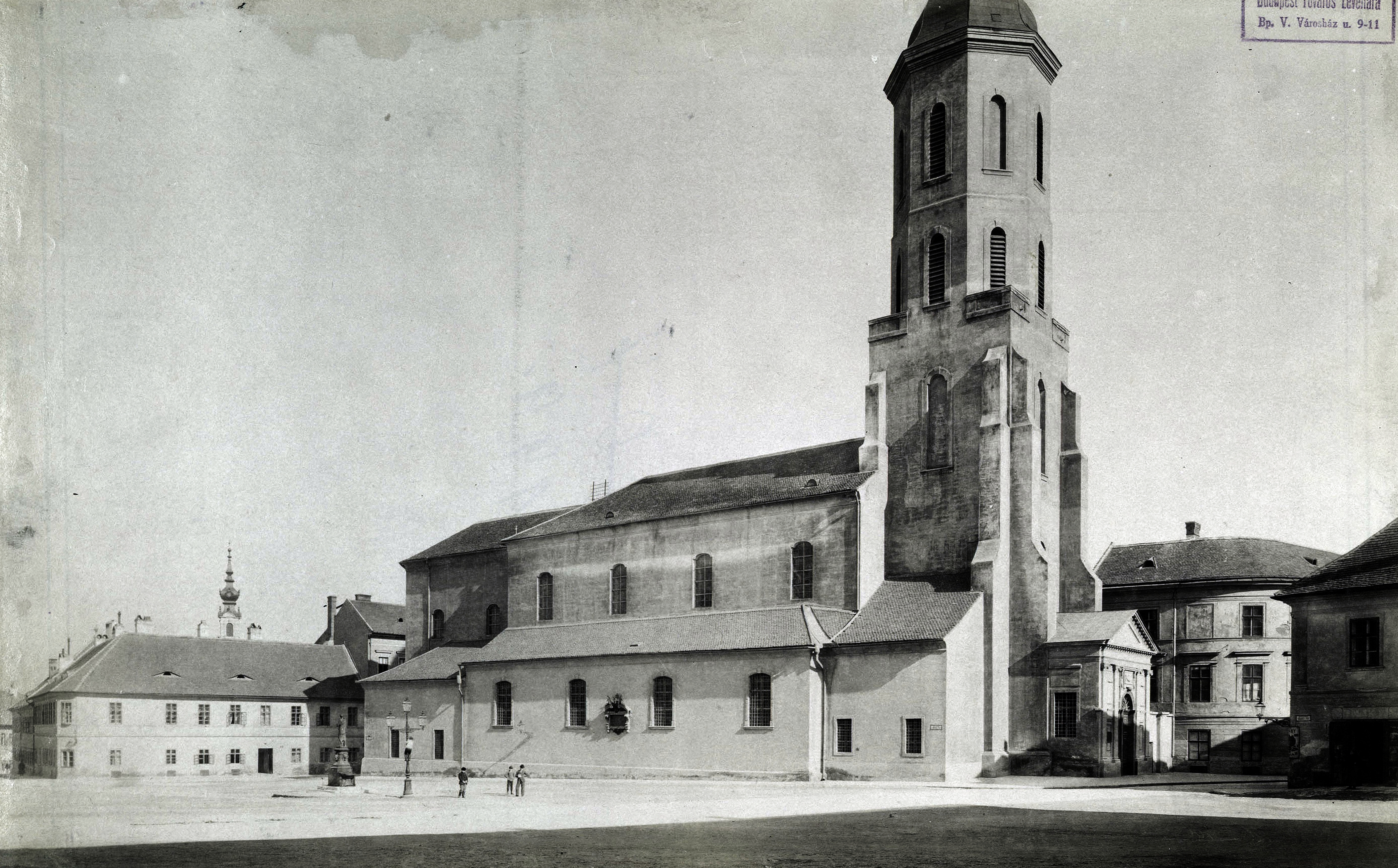
A templom 1900 körül.
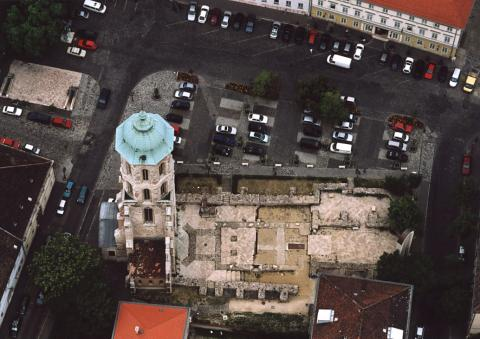
A templom légifotója
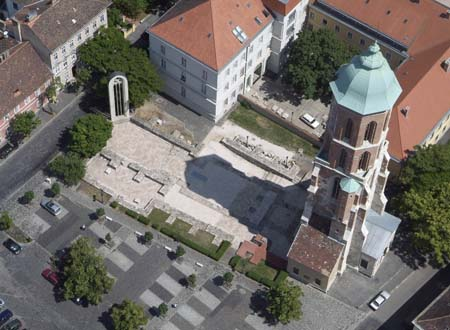
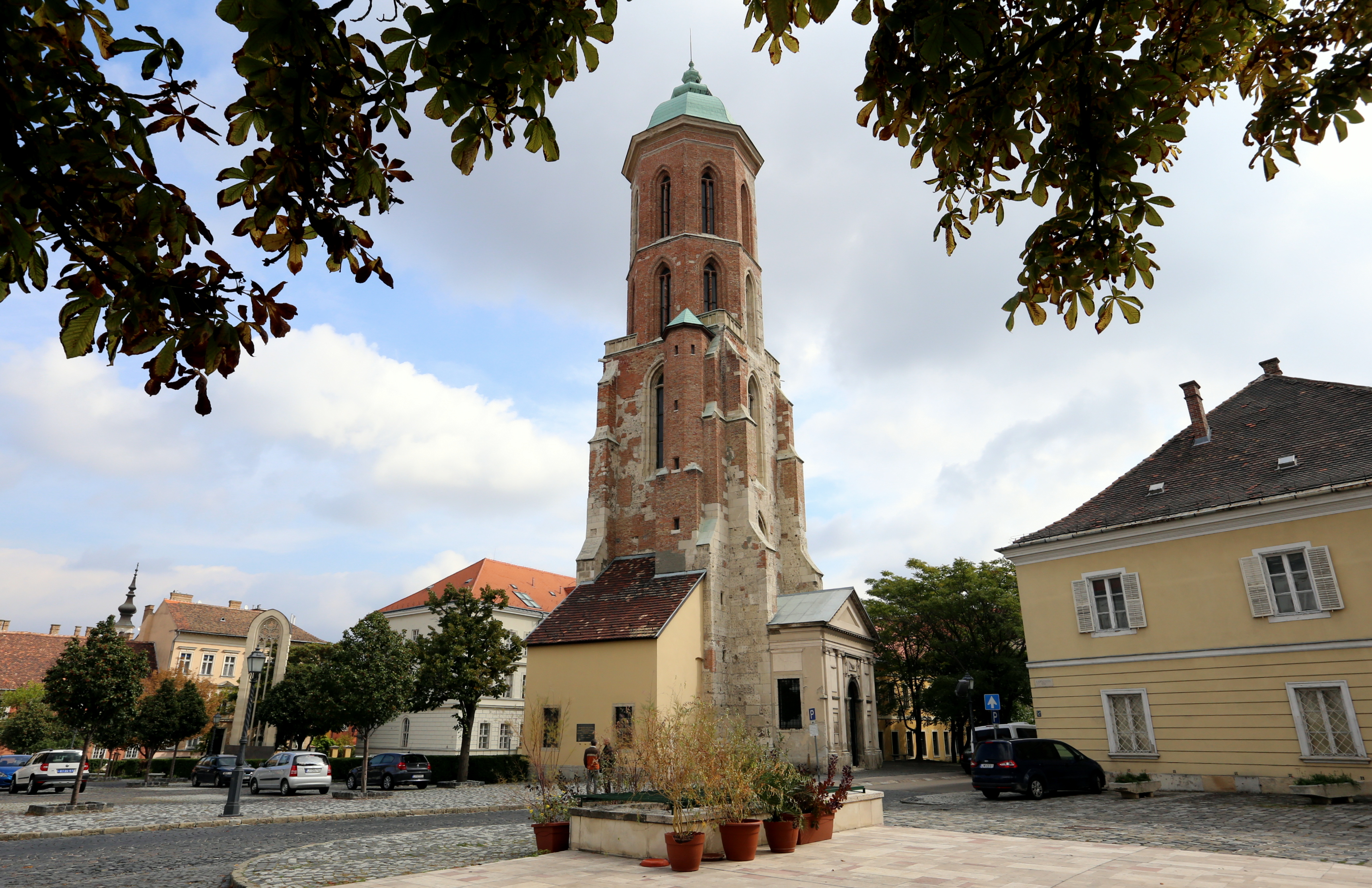
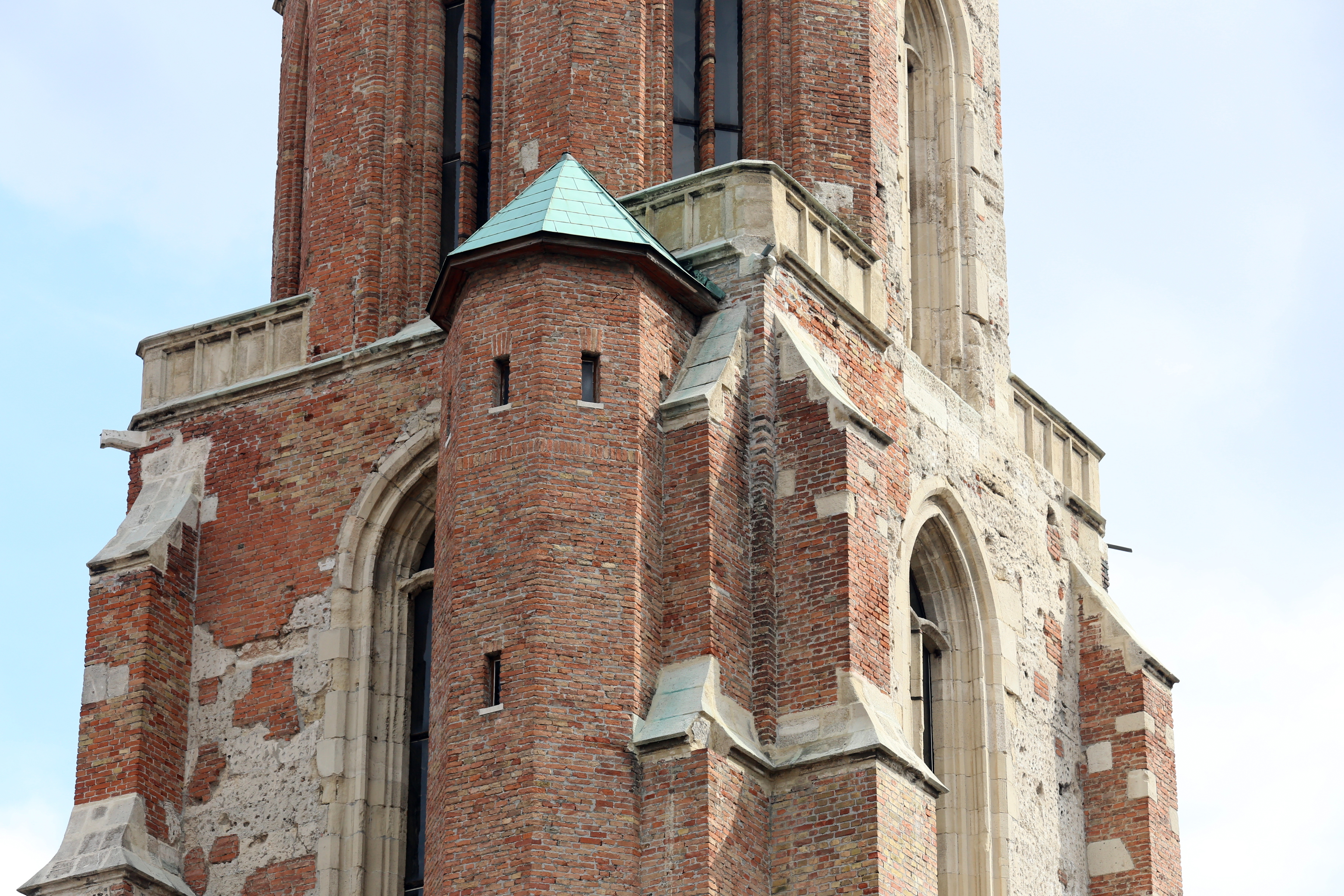
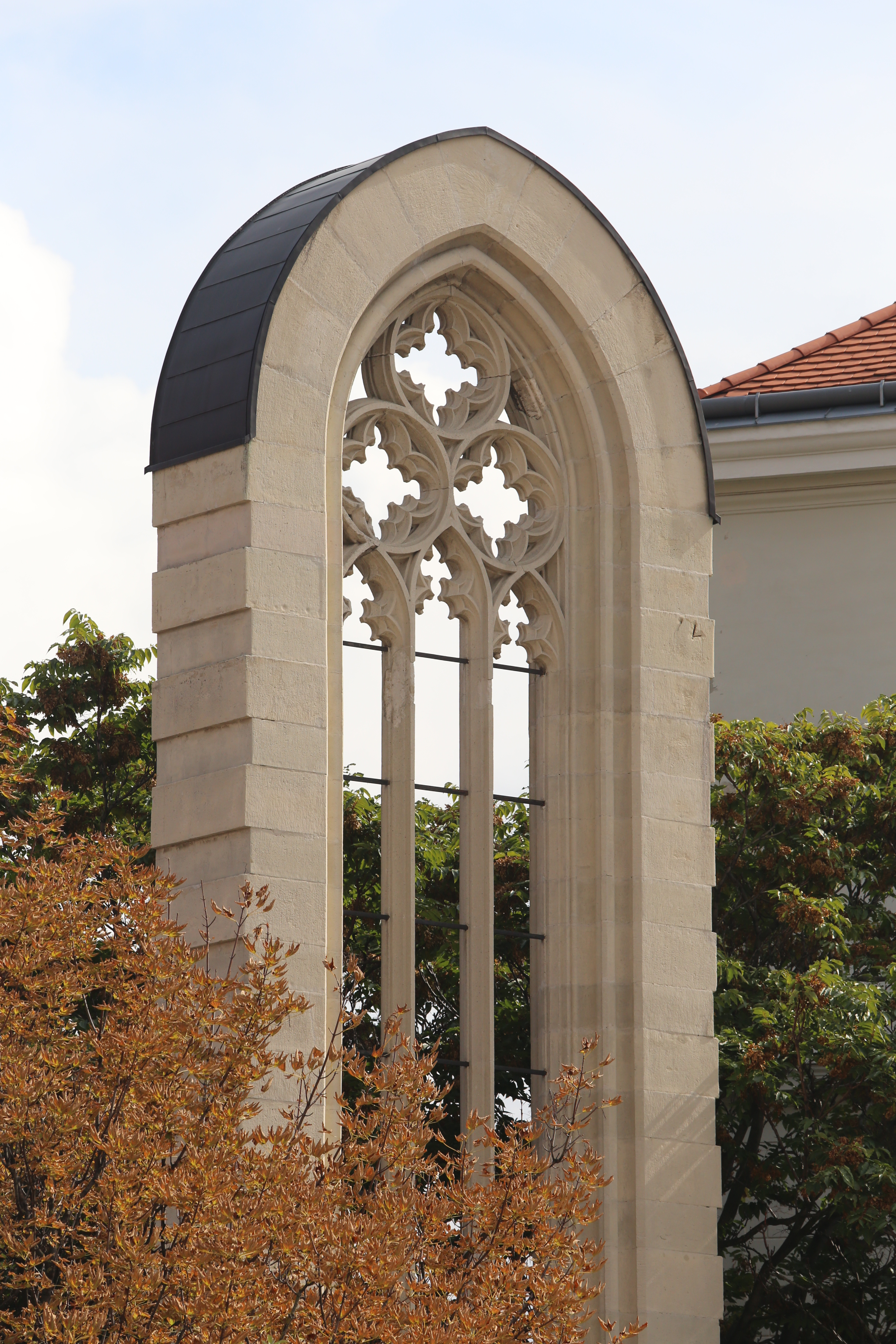
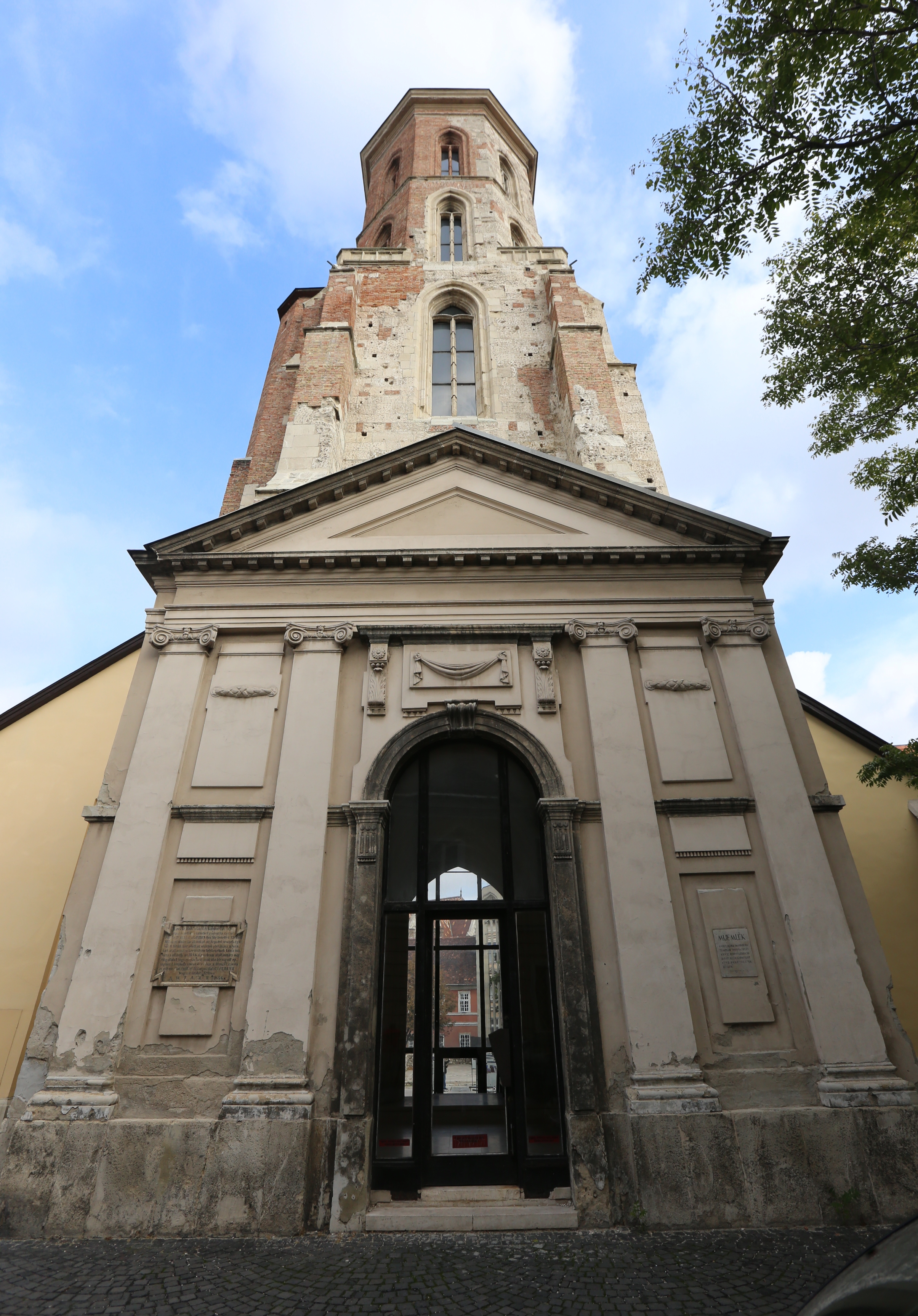
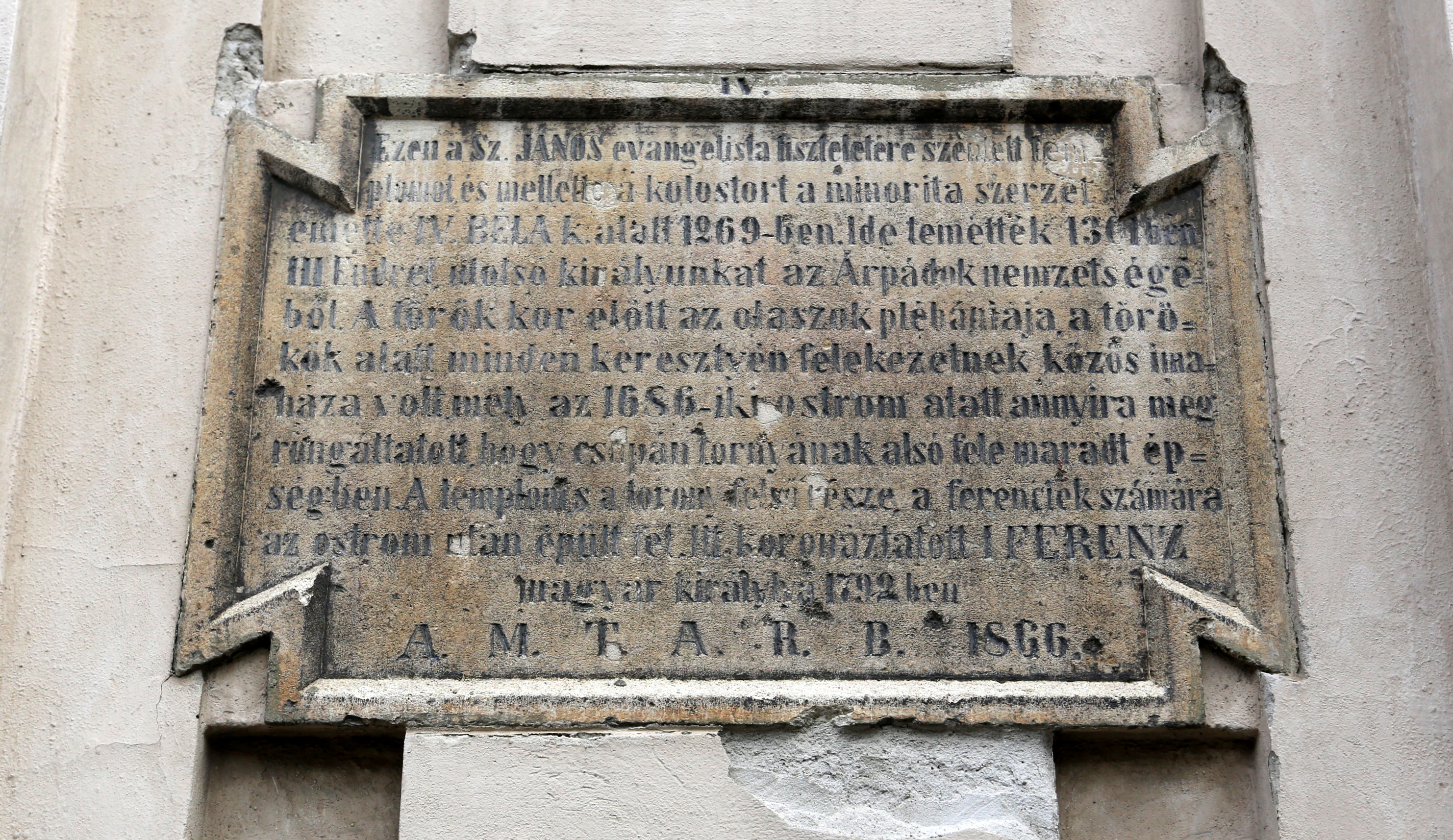
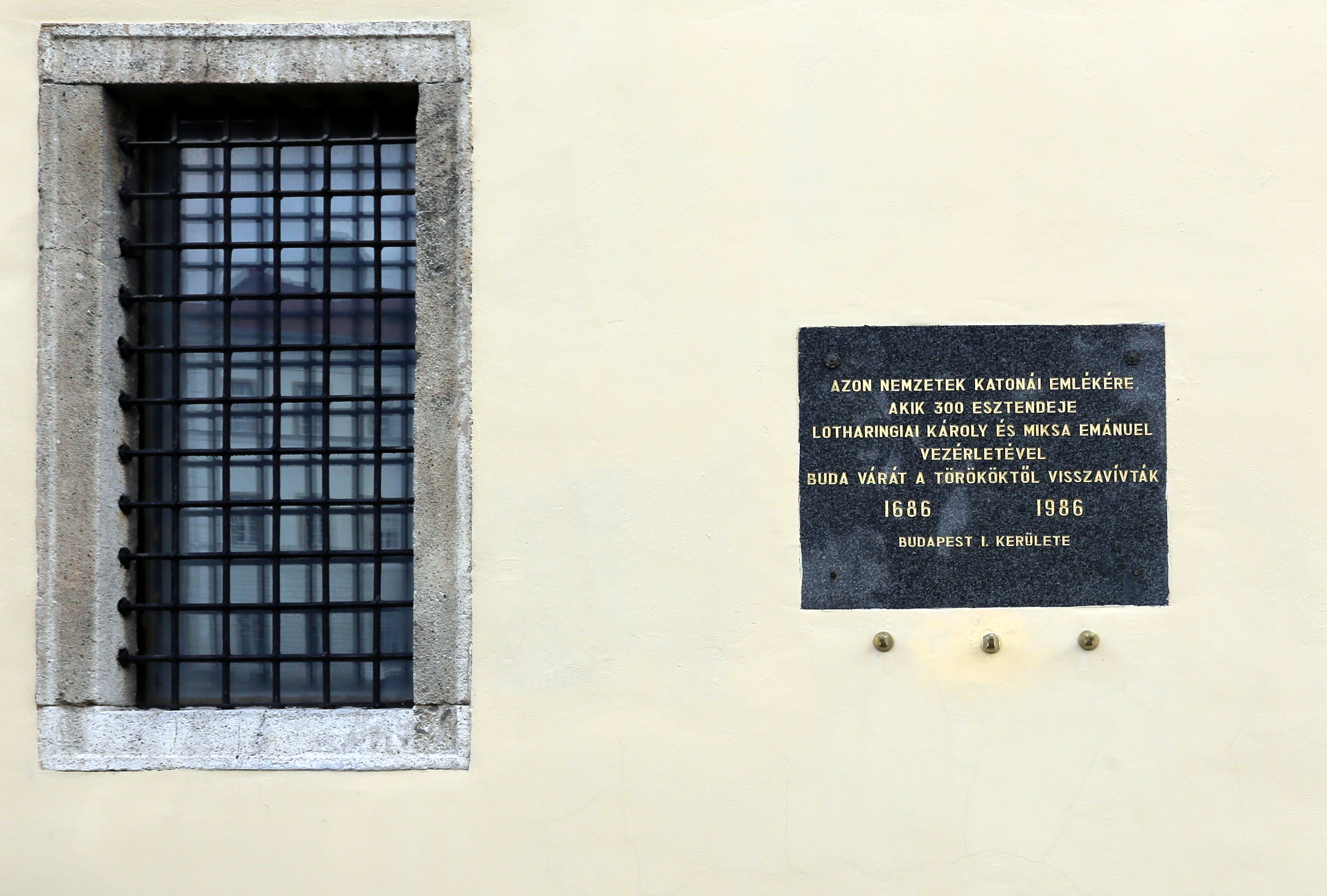
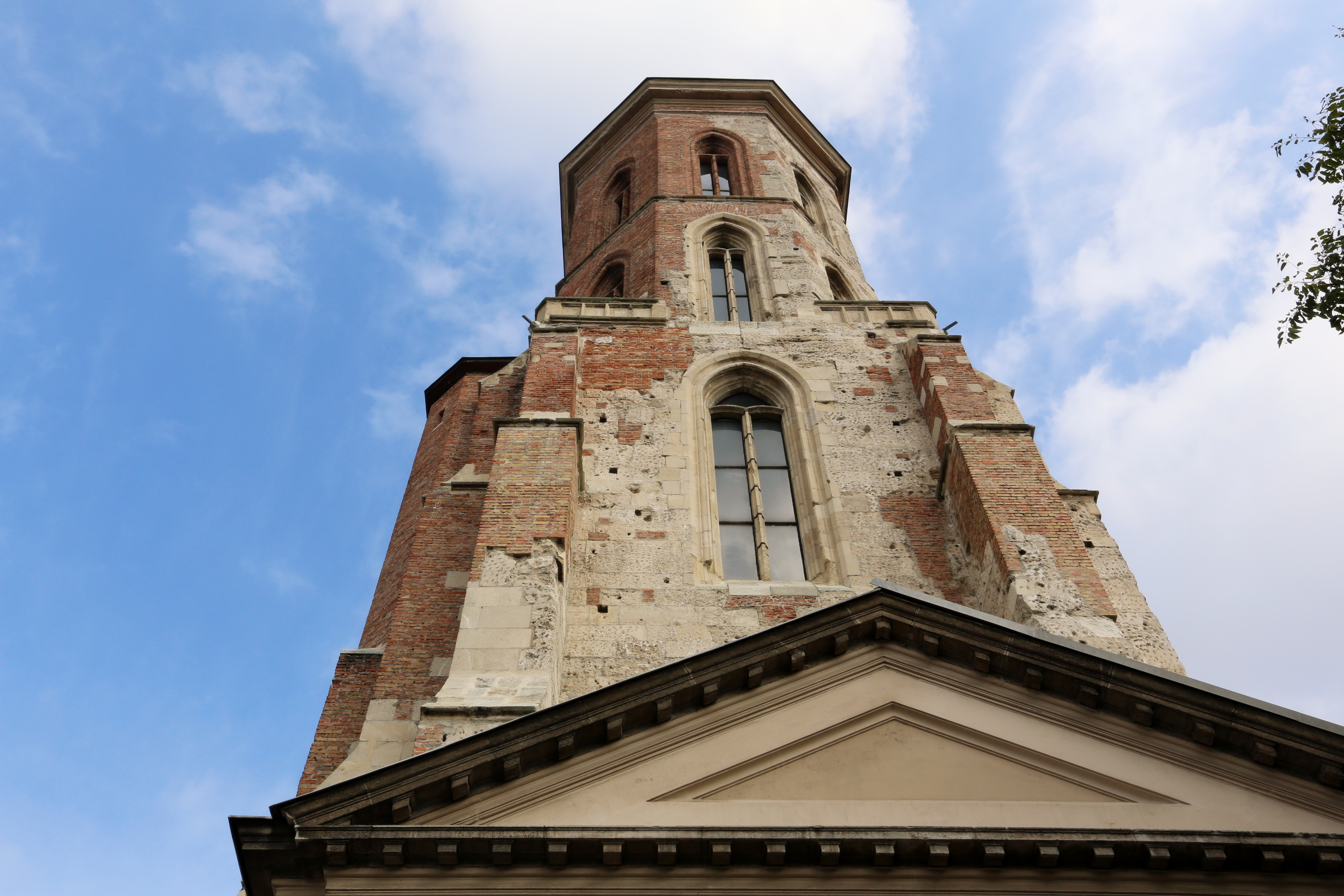
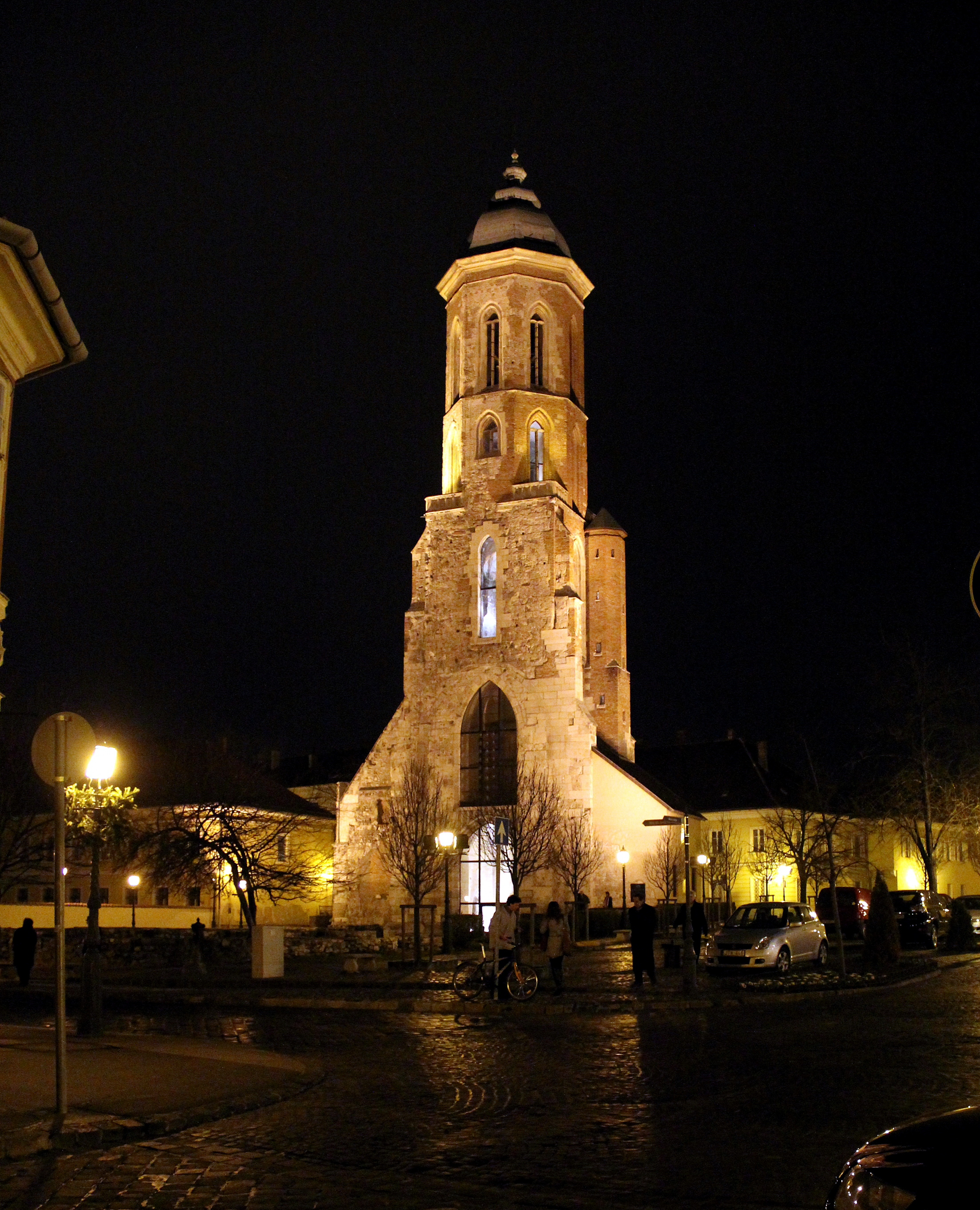
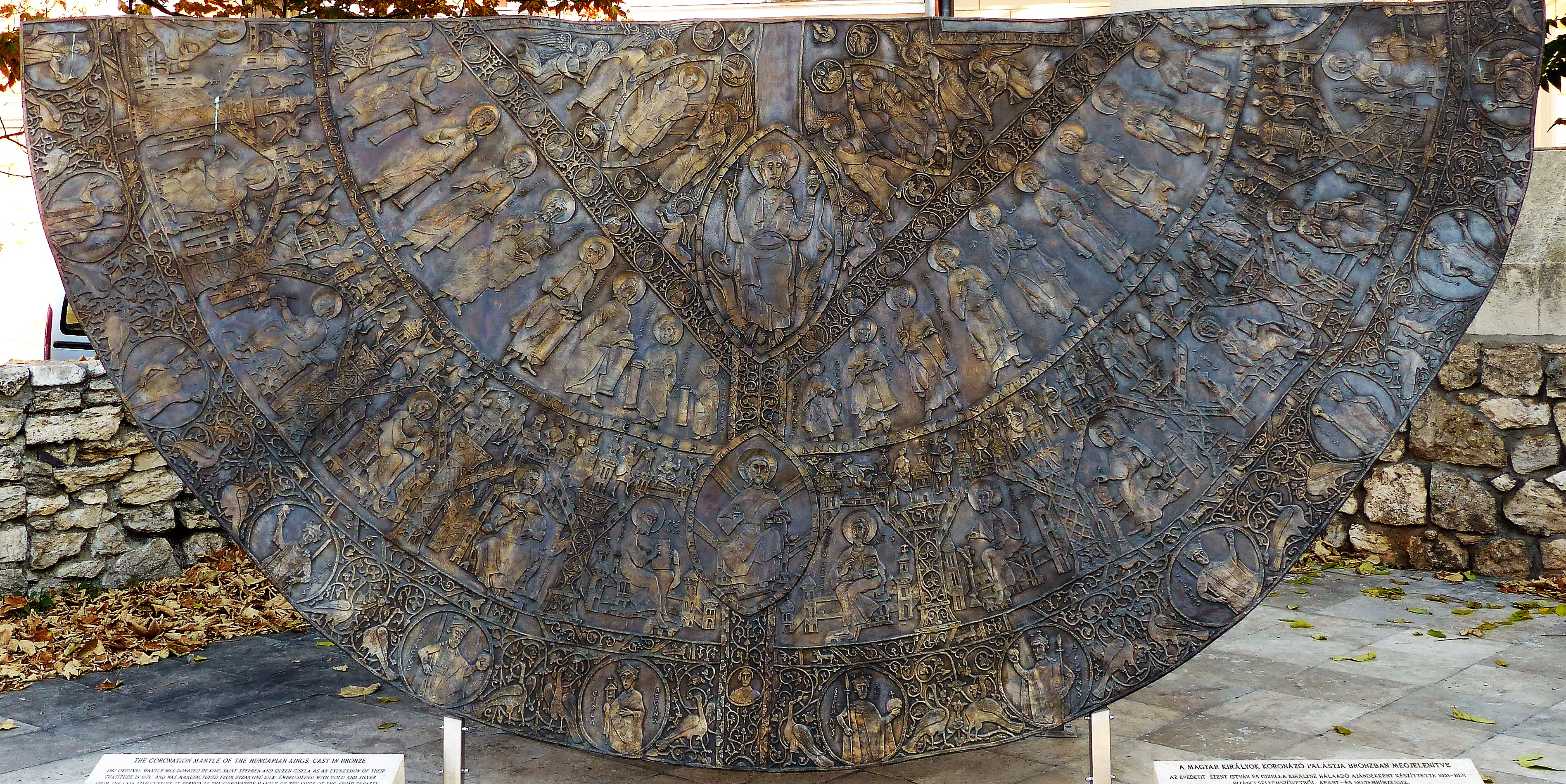
A magyar koronázási palást bronz domborműve a Mária Magdolna-templom romjainál